# Діти капітана Гранта (фільм, 1936)
«Діти капітана Гранта» — радянський чорно-білий художній фільм, поставлений на кіностудії «Мосфільм» в 1936 році режисером Володимиром Вайнштоком за однойменним романом Жюля Верна. Прем'єра фільму в СРСР відбулася 15 вересня 1936 року.

## Сюжет
Екіпаж яхти «Дункан» лорда Гленарвана в водах Шотландії зловив акулу. При обробленні туші в шлунку знайшли закупорену пляшку, з якої витягли послання від потерпілих, що зазнали корабельної аварії, з проханням про допомогу, викладене трьома мовами. Від тривалого перебування пляшки у воді і в нутрощах акули текст сильно постраждав, проте вдалося розібрати, що корабель капітана Гранта зазнав аварії на 37-му градусі південної широти. Довготу місця аварії встановити виявилося неможливо. Гленарван їде в Лондон, щоб організувати рятувальну експедицію, але в адміралтействі, куди він звернувся, йому відмовляють, посилаючись на неясність і неповноту інформації, відзначаючи, що до того ж корабельна аварія сталася два роки тому і шанси знайти потерпілих незначні. Непряма причина відмови полягала в тому, що капітан Грант — шотландський патріот, який мріє про незалежність Шотландії, і основна мета його плавання полягала в пошуках земель, де він мав намір заснувати Нову Шотландію. Під час відсутності лорда на яхту приїхали діти капітана Гранта — син і дочка, — в надії щось дізнатися про батька. Коли Гленарван повернувся додому, дружина вмовила його відправитися на пошуки капітана на «Дункані». Мандрівники, рухаючись по морю і суші, перетинають по 37-й паралелі Патагонію, відвідують острова Трістан-да-Кунья і Амстердам, проходять південно-східну Австралію і Нову Зеландію. Зазнавши безліч небезпечних пригод, вони знаходять капітана Гранта на маленькому острові Табор, що також лежить на 37° південної широти.

## У ролях
- Микола Вітовтов —  Едуард Гленарван, шотландський лорд і власник яхти «Дункан»
- Марія Стрєлкова —  Гелена
- Микола Черкасов —  Жак Паганель, секретар Паризького географічного товариства
- Яків Сегель —  Роберт Грант
- Ольга Базанова —  Мері Грант
- Михайло Романов —  капітан Джон Манглс
- Давид Гутман —  майор Мак-Наббс
- Іван Чувельов —  боцман Айртон
- Юрій Юр'єв —  капітан Том Грант
- Микола Аделунг —  Талькав, індіанець
- Микола Мічурін —  господар готелю
- Іона Бій-Бродський —  консул

## Знімальна група
- Автор сценарію — Олег Леонідов
- Режисер-постановник — Володимир Вайншток
- Головний оператор — Аркадій Кольцатий
- Художники-постановники — Володимир Баллюзек, Яків Рівош
- Композитор — Ісаак Дунаєвський
- Співрежисер — Давид Гутман
- Текст пісень — Василь Лебедєв-Кумач
- Директор виробництва — Лев Інденбом